# Secondo Impero di Haiti
Il secondo impero di Haiti, ufficialmente conosciuto come Impero di Haiti fu uno stato esistente dal 1849 al 1859.
Lo stato venne fondato dall'allora presidente Faustin Soulouque, già luogotenente generale e supremo comandante della guardia presidenziale sotto il governo del presidente Riché, il quale, ispirato da Napoleone, si proclamò imperatore col nome di Faustino I il 26 agosto 1849 nella cattedrale di Port-au-Prince. Le fallite invasioni di Faustino (in parte per l'interferenza diplomatica di Stati Uniti e Spagna) per riconquistare la Repubblica Dominicana (1849, 1850, 1855 e 1856), che aveva dichiarato indipendenza da Haiti nel 1844, posero il suo stesso paese fuori controllo.
Nel 1858 iniziò una rivoluzione guidata dal generale Fabre Geffrard, duca di Tabara. Nel dicembre di quello stesso anno Geffrard sconfisse l'esercito imperiale ed ottenne il controllo di gran parte del paese. Come risultato, l'imperatore abdicò al suo trono il 15 gennaio 1859.

## Storia

### La fine della repubblica

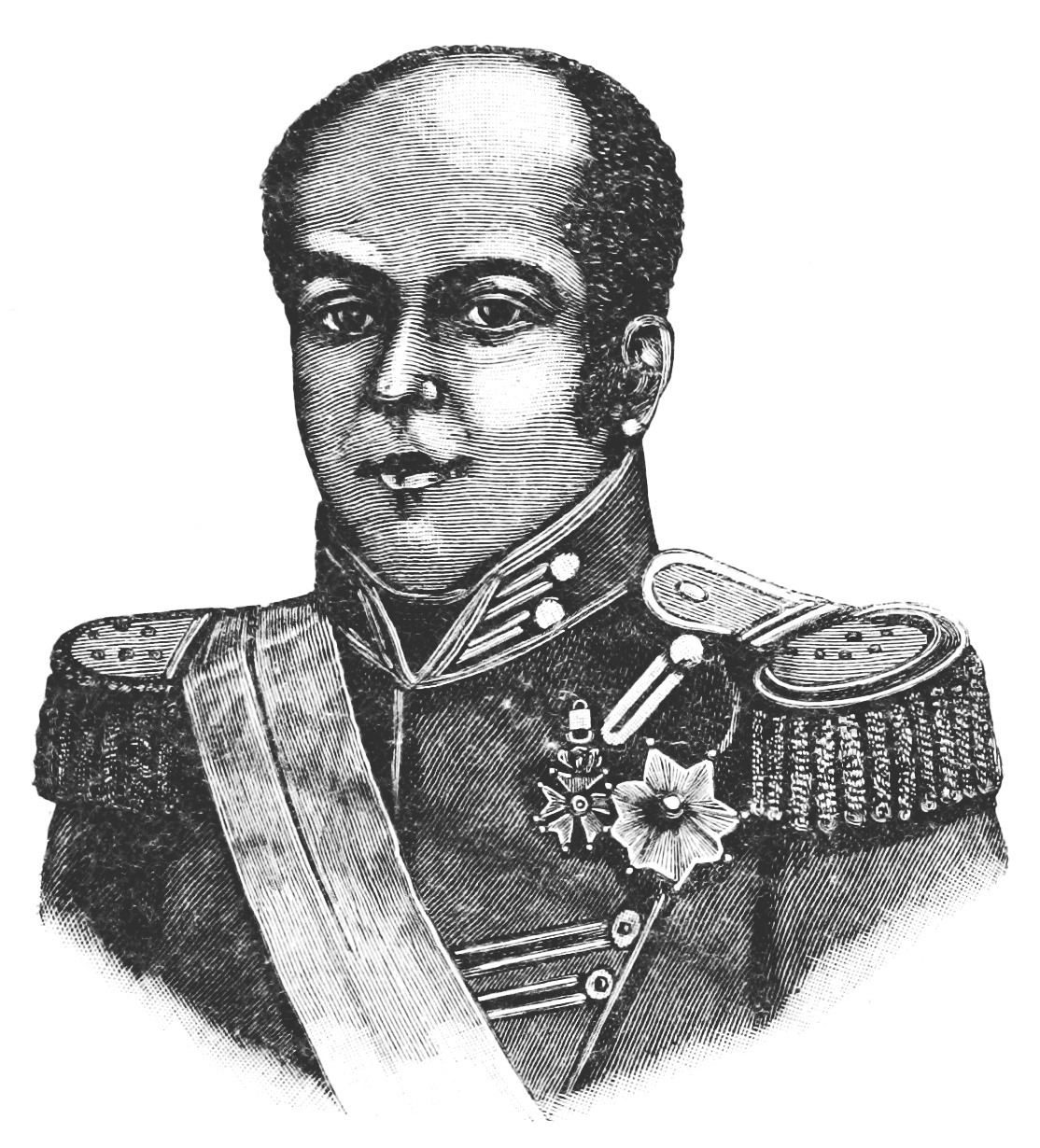
Faustin Soulouque, presidente e poi imperatore di Haiti

Il 1º marzo 1847, il generale Faustin Soulouque venne eletto presidente della repubblica haitiana dal Senato, succedendo al presidente Riché, morto in carica. Durante il suo mandato, quest'ultimo aveva agito come un fantoccio nelle mani della classe dirigente boyérista, portando la gente più volte a richiedere la sua rimozione. La sua attenzione si concentrò su Faustin Soulouque, che difatti, dopo la sua morte, venne eletto presidente.
All'inizio della sua presidenza, anche Faustin sembrò recitare il ruolo dell'uomo di paglia, conservando gli incarichi a tutti i ministri della precedente legislatura e continuando sostanzialmente il programma politico del suo predecessore, ma ben presto rivelò la sua vera natura. Secondo l'opera scritta da Mark Kurlansky dal titolo A Continent Of Islands: Searching For The Caribbean Destiny « egli organizzò una milizia privata, gli Zinglins, e fece arrestare e massacrare tutti coloro che si opponevano a lui, in particolare i mulatti, consolidando così il potere del suo governo ». Il 16 aprile 1848 compì un tremendo massacro di mulatti a Port-au-Prince ed infine costrinse il Senato e la Camera dei deputati nazionali a proclamarlo imperatore di Haiti il 26 agosto 1849.
Soulouque invitò poco dopo gli abitanti neri della Louisiana ad emigrare ad Haiti. Un afro-creolo originario di New Orleans, ma cresciuto ad Haiti, Emile Desdunes, lavorò come suo agente personale e, nel 1859, organizzò i trasporti gratuiti verso Haiti per 350 persone indigenti che non potevano permettersi di pagare il viaggio. Gran parte di questi rifugiati, ad ogni modo, scelse poco dopo di fare ritorno in Louisiana per la mancanza del lavoro promesso e per la povertà di Haiti.
Il regno di Soulouque venne segnato da una violenta repressione dell'opposizione al suo governo. Uno dei motivi per cui l'impero di Soulouque fu particolarmente segnato da fatti di sangue è forse stato trovato dagli storici nel fatto che egli si dichiarasse apertamente un adepto della religione africana vudù. Egli, sempre con violenza, discriminò i creoli.

### L'impero

#### L'incoronazione

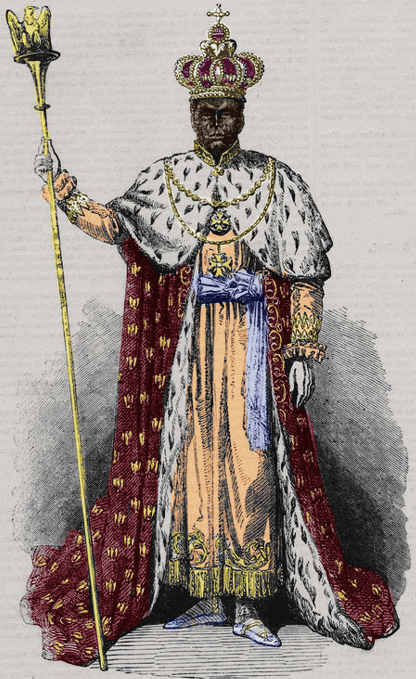
l'Imperatore in abiti ceremoniali

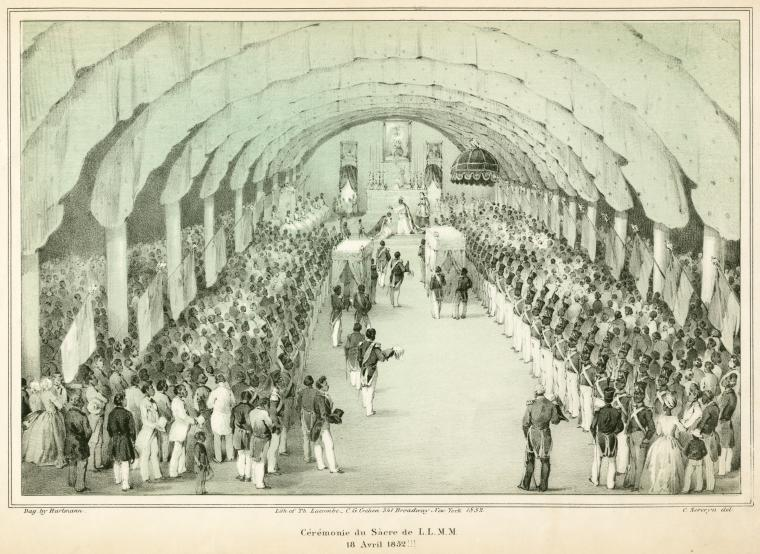
Cerimonia d'incoronazione dell'imperatore Faustino I di Haiti

Il 25 agosto 1849 Soulouque si fece proclamare imperatore dal parlamento e si impose il nome di Faustino I. La sua incoronazione ebbe luogo il 18 aprile 1852 con un fasto tale da risultare rovinoso per le casse dello stato. Soulouque spese infatti 2000 livres per la realizzazione di una corona che gli fosse degna e 30.000 livres per il resto degli accessori necessari alla cerimonia.
Gustave d'Alaux descrisse così questo avvenimento nel suo libro Soulouque et son empire: "Sua maestà imperiale fece chiamare un mattino i principali mercanti di Port-au-Prince ed ordinò di comandare immediatamente la realizzazione di un abito da cerimonia a Parigi, identico a quello utilizzato per l'incoronazione di Napoleone. Faustino I fece pure fare per sé una corona, una per l'imperatrice, uno scettro, un globo, una mano della giustizia, un trono e tutti gli altri accessori [necessari], sul modello di quelli utilizzati per l'incoronazione di Napoleone".
Nel dicembre 1849 Faustino sposò la sua compagna di lunga data, Adélina Lévêque. Il 18 aprile 1852, nella capitale Port-au-Prince, anch'ella venne incoronata con lui.
L'imperatore pronunciò a conclusione della cerimonia un discorso con le seguenti parole: "Vive la liberté, vive l'amour!" ("Viva la liberà, viva l'amore!"). L'incoronazione venne illustrata nell'Album Impériale d'Haïti, inciso da Severyn e pubblicato a New York nel 1852.

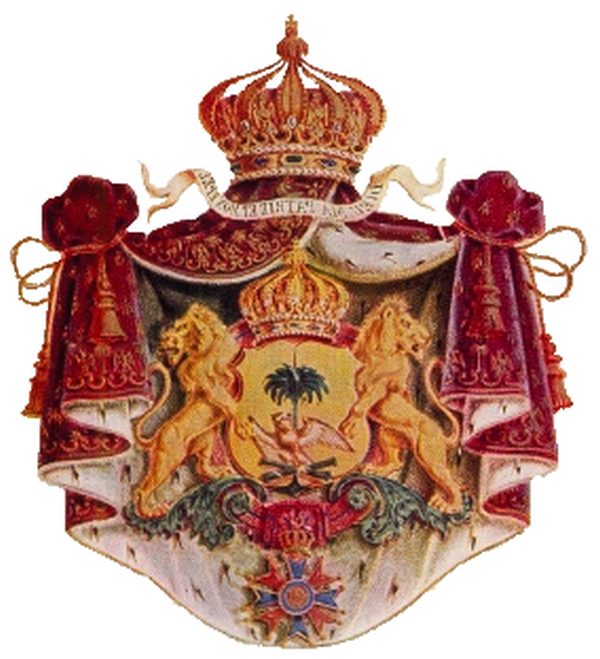
Stemma dell'impero di Haiti

#### La corona
La Corona di Faustino I è una delle più costose del mondo, venne realizzata dal gioiellere parigino Arthus Bertrand nel 1850. Fabbricata d'oro massiccio ha incastonate varie pietre preziose, alcune delle quali sono state rimosse. Ha 8 archi, decorati da 8 aquile haitiane coronate che artigliano cannoni, mentre in cima c'è un globo crucifero blu.
Dopo la caduta dell'Impero la corona divenne proprietà della repubblica haitiana.

#### Politica
Per affermare la sua legittimità, Faustino fece tornare i figli del primo imperatore del primo impero haitiano, Jean-Jacques Dessalines, diede loro i titoli di principe e principessa e offrì una pensione all'ex imperatrice Marie-Claire Bonheur.
Poco dopo organizzò una violenta repressione dei mulatti sull'isola e riabilitò l'assolutismo. La costituzione imperiale, da lui stesso redatta, proclamò l'ereditarietà dell'impero. L'unico figlio dell'imperatore era morto nel 1849 e pertanto venne deciso che alla sua morte la successione sarebbe passata al principe Mainville-Joseph, figlio del granduca Jean-Joseph, fratello dell'imperatore. Al fine di assicurarsi una corretta successione al trono, organizzò il matrimonio di sua figlia, la principessa Olive Soulouque, col cugino Mainville-Joseph. La coppia avrà insieme tre figli.
La politica estera dell'impero di Faustino I venne incentrata sull'evitare l'intrusione di stranieri nella politica e nella sovranità haitiana. L'indipendenza della Repubblica Dominicana (allora chiamata semplicemente Santo Domingo) costituiva secondo lui una minaccia diretta all'impero di Haiti. Per questo scopo, nel 1849, decise di portare avanti la sua prima invasione della Repubblica Dominicana, ma il suo esercito venne sconfitto nella battaglia d'Ocoa. Una seconda invasione avvenne nel 1850, quando Haiti venne sostenuta dalla Francia, dal Regno Unito e dagli Stati Uniti, ma senza successo. Una terza e ultima invasione venne tentata nel 1855, quando Soulouque entrò nel territorio della Repubblica Dominicana alla testa di un'armata di 30.000 uomini, ma venne sconfitto. In tutte queste tre tentate invasioni si trovò a dover fronteggiare il generale Pedro Santana, che all'epoca presiedeva la Repubblica Domenicana.

#### L'aristocrazia
L'imperatore tentò di creare un governo centralizzato forte che, pur conservando un carattere prettamente haitiano nelle forme, si ispirava moltissimo alle tradizioni europee ed in particolare a quelle dell'Impero napoleonico. Uno dei suoi primi atti dopo la sua elezione a imperatore fu la fondazione di una nuova nobiltà. La costituzione del 20 settembre 1849 accordava all'imperatore il diritto di creare titoli ereditari e conferire onori ai suoi sudditi. I volumi 5 e 6 della rivista The National di John Saunders e Westland Marston (pubblicati nel 1859) spiegavano che l'impero era composto da 59 duchi, 90 conti, 30 cavalieri e 250 baroni. Questa nuova aristocrazia comprendeva elementi della nobiltà del primo impero haitiano e del regno di Haiti, oltre a nuove personalità beneficate sotto l'impero di Faustino I. Le prime lettere patenti vennero emesse da Soulouque il 21 dicembre 1850.

### La caduta dell'impero

#### La rivoluzione

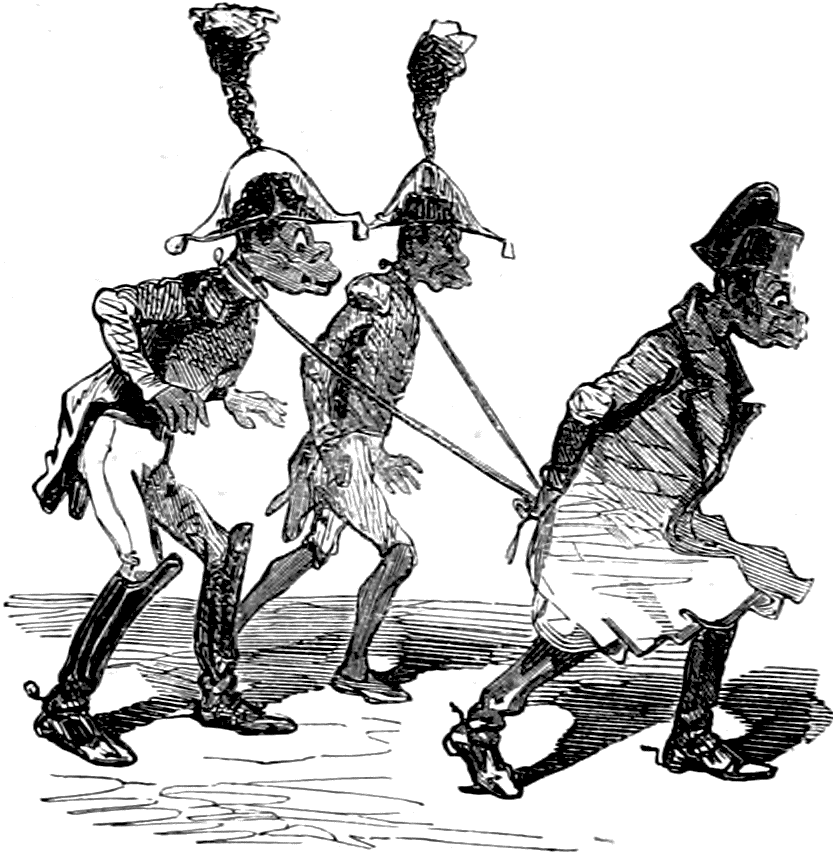
Caricatura di Charivari: "L'imperatore Soulouque abbandona il suo stato, seguito dai due aiutanti di campo"

Nel 1858 ebbe inizio una rivoluzione comandata dal generale Fabre Geffrard, duca di Tabara e amico fedele dell'imperatore. Nel dicembre di quello stesso anno Geffrard lasciò l'esercito imperiale e si impadronì del controllo di gran parte del paese coi suoi uomini. Nella notte del 20 dicembre 1858 Geffrard lasciò Port-au-Prince a bordo di una piccola barca, accompagnato dai suoi figli e da due fedelissimi, Ernest Roumain e Jean-Bart. Il 22 dicembre giunse a Gonaives, da dove ebbe inizio l'insurrezione. La repubblica venne proclamata e la costituzione del 1846 venne riportata in auge.
Il 23 dicembre dal dipartimento di Gonaives venne decretata l'abolizione dell'impero e l'arresto dei membri della famiglia imperiale. Cap-Haïtien e tutto il dipartimento dell'Artibonite si unirono alla restaurazione della repubblica. Dal dicembre del 1858 al gennaio del 1859 le truppe imperiali vennero scacciate dalle loro postazioni a più riprese dai rivoluzionari, mentre questi (noti come "geffrardisti") reclamavano l'arresto ed il processo all'imperatore.

#### Abdicazione ed esilio
Il 15 gennaio 1859 il palazzo imperiale venne attaccato e l'imperatore venne costretto ad abdicare. Rifiutato l'aiuto della delegazione francese, Faustino si recò in esilio con la sua famiglia a bordo di una nave da guerra britannica il 22 gennaio 1859. Poco dopo, l'imperatore e la sua famiglia giunsero a Kingston, in Giamaica, dove rimasero per molti anni. Quando gli venne permesso di fare ritorno ad Haiti, Faustino morì a Petit-Goâve il 6 agosto 1867 e venne sepolto al forte di Soulouque. Il generale Geffrard si fece quindi eleggere presidente della nuova repubblica.